# Сімоцукі
«Сімоцукі» (Shimotsuki, яп. 霜月) — ескадрений міноносець Імперського флоту Японії типу «Акідзукі», який брав участь у Другій Світовій війні.

## Історія створення
Корабель був закладений 6 липня 1942 року на верфі «Міцубісі» в Нагасакі. Спущений на воду 7 квітня 1943 року, вступив у стрій 31 березня 1944 року.

## Історія служби
Перші два місяці після завершення «Сімоцукі» перебував у водах Японського архіпелагу, а 10—14 червня 1944-го здійснив перехід на Філіппіни до острова Гуймарас (в одній з проток, яка веде з моря Сулу до внутрішньої частини архіпелагу). Тим часом американці 12 квітня почали операцію взяття під контроль Маріанських островів, які належали до основного оборонного периметра імперії. Головні сили японського флоту вийшли для контратаки та пройшли з Таві-Таві (архіпелаг Сулу) через внутрішні моря Філіппін. Тут «Сімоцукі» приєднався до них та 19–20 червня під час битви у Філіппінському морі разом з 6 іншими есмінцями та легким крейсером забезпечував охорону загону «А», при цьому ескорт не зміг захистити головні кораблі від підводних човнів, які 19 червня потопили 2 із 3 авіаносців. У битві японці зазнали важкої поразки і за кілька діб їхні головні сили прибули до Японії.
8–20 липня 1944-го «Сімоцукі» взяв участь у супроводі головних сил з Японії на якірну стоянку Лінгга, при цьому з 15 липня його включили до 41-ї дивізії ескадрених міноносців. З 4 по 15 серпня «Сімоцукі» охороняв конвой HI-70 під час його переходу з Сінгапуру до японського порту Моджі, при цьому першочерговим завданням есмінця був супровід ескортного авіаносця «Сінйо».
У середині жовтня 1944-го союзники почали операцію на Філіппінах і 20 жовтня «Сімоцукі» та ще 7 есмінців і 2 легкі крейсери вийшли з Японії на південь для супроводу з'єднання адмірала Одзави, яке включало 4 авіаносці та 2 переобладнані лінкори-авіаносці. Всі вони разом мали лише сотню літаків, при цьому головною метою загону Одзави було відволікання на себе основних сил супротивника, щоб дозволити з'єднанню адмірала Куріти, яке рухалось через внутрішні моря Філіппін, атакувати транспорти вторгнення. 25 жовтня головні сили Одзави були знищені у Філіппінському морі в битві біля мису Енгано, при цьому «Сімоцукі» спершу разом з легким крейсером «Ісудзу» взяв участь у порятунку вцілілих з легкого авіаносця «Тітосе», а потім супроводжував загін лінкорів-авіаносів «Ісе» та «Хюґа», які без успіху спробували відшукати й атакувати ворожі кораблі. Сам «Сімоцукі» зазнав певних пошкоджень від близького вибуху та після повернення на базу пройшов короткочасний ремонт.
9 листопада 1944-го «Сімоцукі», легкий крейсер та 5 ескортних есмінців вирушили з Японії, мавши завдання супроводити до Маніли 2 лінкори-авіаносці. 12 листопада загін вийшов з Мако (база на Пескадорських островах у південній частині Тайванської протоки), а наступної доби на тлі чергового потужного авіаудару по Манілі командування вирішило перенаправити кораблі до островів Спратлі, де час від часу відстоювались японські кораблі. 19–22 листопада «Сімоцукі» взяв участь у ескортуванні сил флоту, які на той час зібрались біля Спратлі, до якірної стоянки Лінгга.

### Загибель
24 листопада 1944-го «Сімоцукі» вийшов до Брунею і під час цього переходу 25 листопада був атакований підводним човном «Кавалла». «Сімоцукі» поцілили одразу 3 торпеди, так що корабель швидко пішов на дно. Більшість екіпажу загинуло, хоча 46 осіб зміг підібрати ескортний міноносець «Момо», який разом з «Сімоцукі» прямував у Бруней.